# Bahía de Montevideo
La bahía de Montevideo, llamada anteriormente por Pedro de Mendoza Bahía de la Candelaria, es la zona alrededor de la que se desarrolla la ciudad de Montevideo, capital del Uruguay, en la margen norte del Río de la Plata.

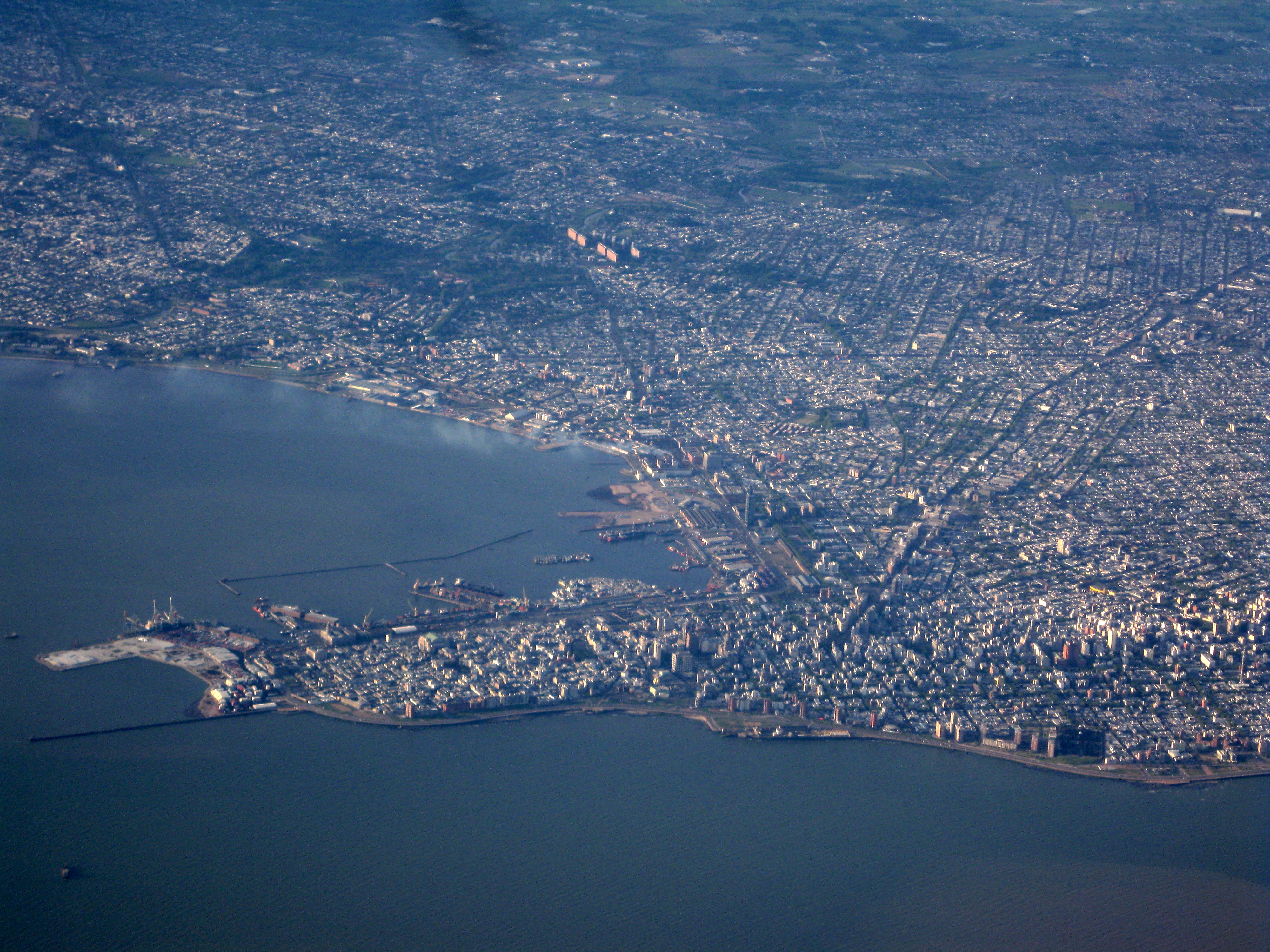
Vista aérea.

## Descripción
Tiene forma muy redondeada, aproximadamente 4 kilómetros (~2,5 millas) de diámetro, con algunas aguas bajas y un puerto muy seguro y apto para naves de gran calado (12 metros en 2023).

A su lado el Cerro de Montevideo, coronado por el fuerte y el faro homónimos, domina el paisaje.

## Historia

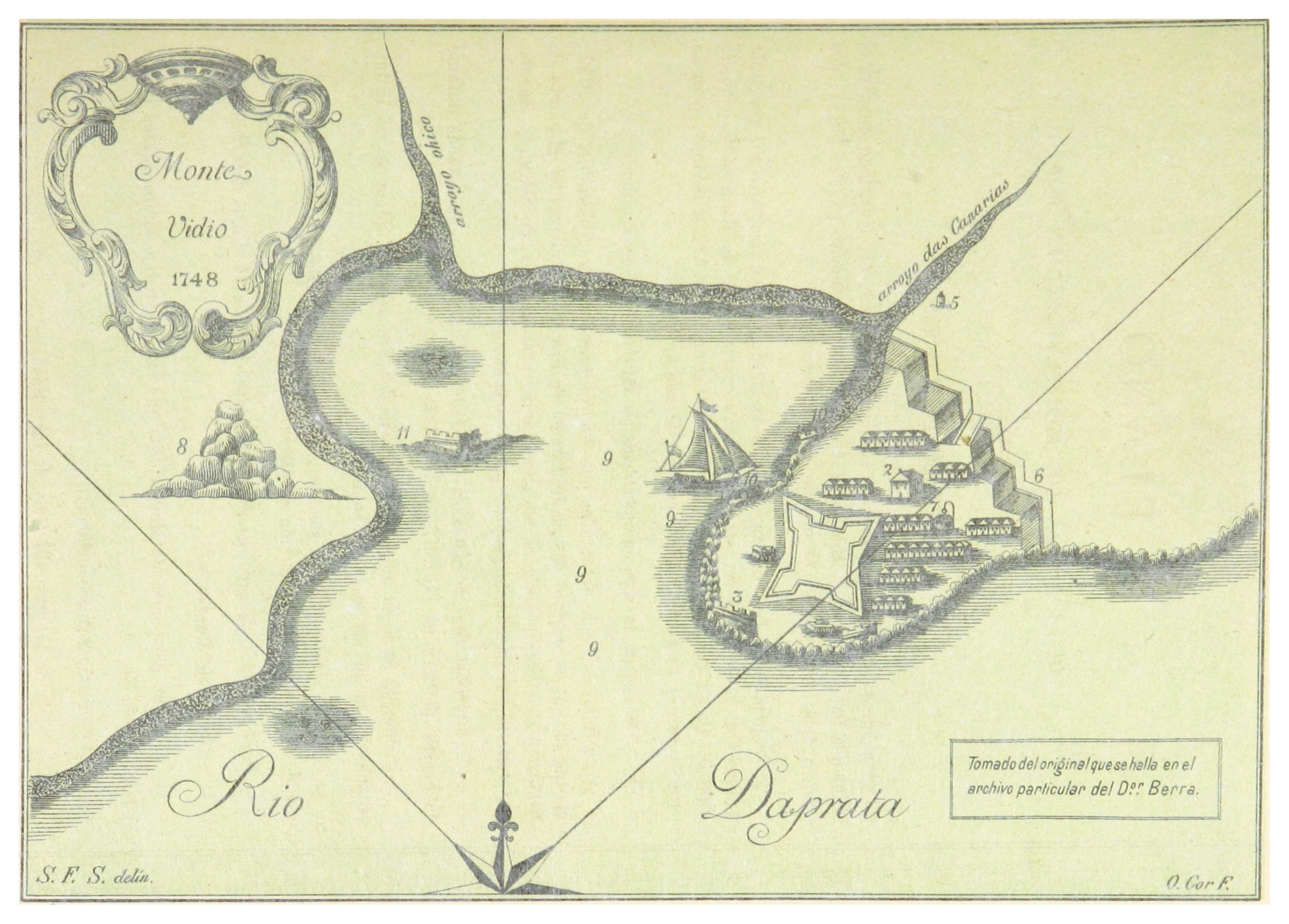
La bahía en un mapa esquemático portugués de 1748.

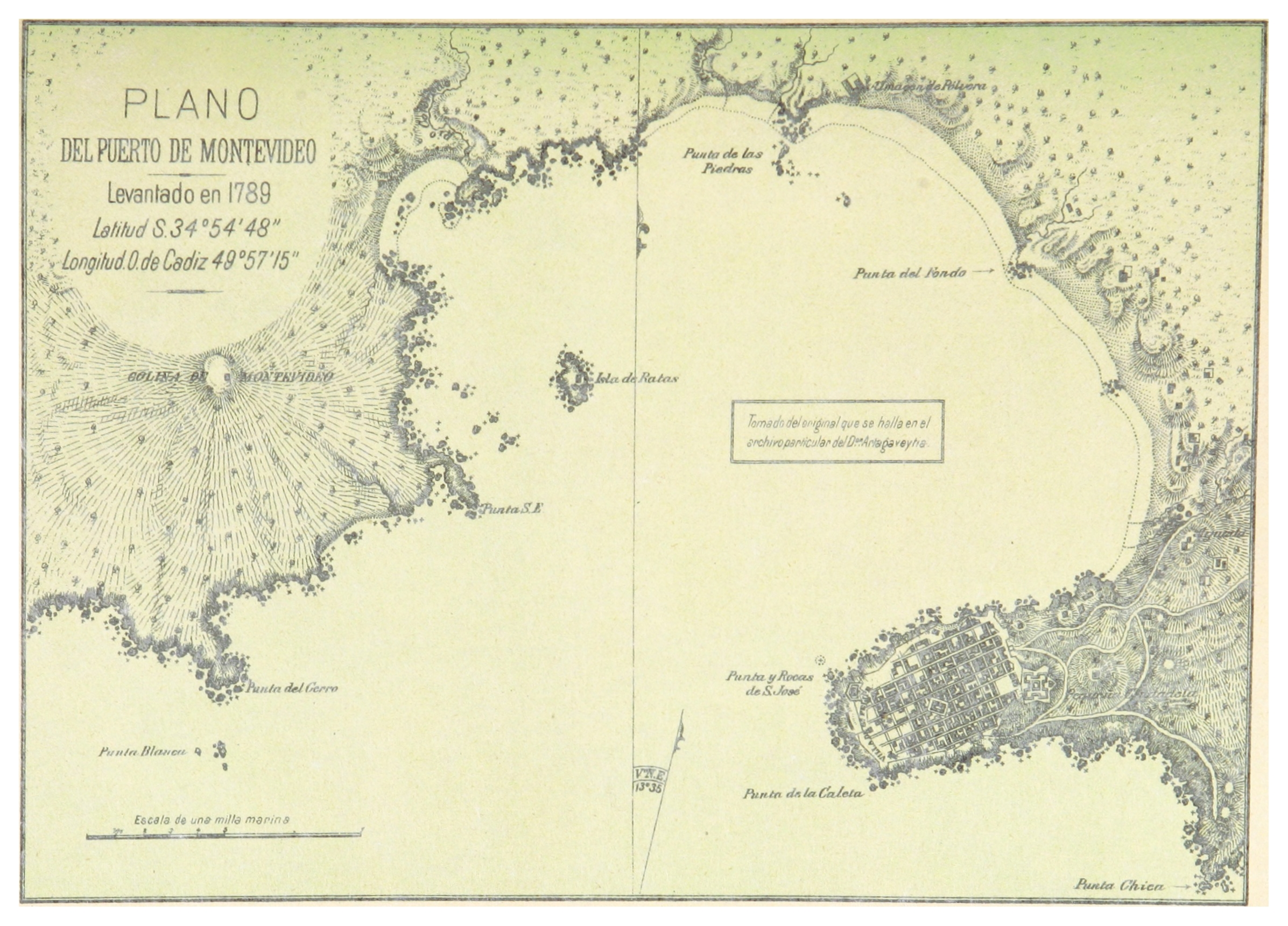
Mapa de la Bahía de Montevideo y ciudad de Montevideo en 1789.

La existencia del «Cerro» explica el nombre de la bahía que se encuentra a sus pies.

Aparentemente, navegantes portugueses exploraron el estuario, cuando un vigía a tope de mástil ve por primera vez el cerro, gritando, como era de uso: monte vidi eu: 'he visto un monte'.

La historia registra también el origen como el monte sexto (monte VI) monte vi deu.

De allí en adelante el área de la bahía se la comienza a conocer como Montevideo y luego por extensión al puerto y a la ciudad, que oficialmente funda en 1726 Bruno Mauricio de Zabala, el gobernador y capitán mayor del Río de la Plata, para contener el avance portugués.

## Comunicaciones
El Puerto de Montevideo le ha dado vida propia desde el inicio. En la actualidad, genera un gran movimiento de pasajeros y carga; lo cual ha motivado la necesidad de tránsito vial ágil. La Rambla Baltasar Brum está integrada a los accesos que conducen a las rutas nacionales.

## Manejo ambiental
La integridad ecológica presenta diversos impactos antrópicos similares a otras zonas costeras.
Esta zona se destaca como una de las más impactadas del Río de la Plata debido a su conformación semicerrada. Un alto porcentaje de las industrias descargan sus efluentes en dos arroyos que reciben importantes cargas de metales pesados y desembocan en la Bahía.

La porción interna de la Bahía de Montevideo presenta una carga orgánica elevada y altas concentraciones de cromo, plomo e hidrocarburos derivados del petróleo, mientras que la porción externa y la zona costera adyacente muestran un nivel de contaminación moderado.

Uruguay ha iniciado la limpieza de la Bahía de Montevideo, invirtiendo en redes de saneamiento y una planta de aguas residuales que ya no contaminarán el medio.
En 2020 se proyectó el sistema que toma el lodo, vinculando todos los puntos de descarga, y lo entrega a la planta de pretratamiento en Punta Yeguas. Luego, el agua tratada es canalizada a través de un emisario subterráneo para ser liberada y diseminada de modo tal de no poner en riesgo a los ecosistemas aledaños.